# ОШ Аца Синадиновић Предејане
ОШ Аца Синадиновић у Предејану, једна је од установа основног образовања на територији града Лесковца, основана 1873. године.

## Историјат
Школа је, по неким подацима, почела са радом у оквиру цркве и основни предмети су били буквар, часловац, катихизис, црквена историја и црквено певање, а похађали су је ђаци из околних насеља. Школа се издржавала од прихода месне цркве и добровољних прилога становништва.
Године 1893. подигнута је прва школска зграда у Предeјану са једном учионицом и станом за учитеља. Све до 1925. године школа је била неподељена и радила са четири разреда у једном одељењу. Како је растао број ученика, тако је расла и потреба за простором, тако да је на заузимање тадашњег учитеља Димитрија Марковића у истом школском дворишту подигнута је 1929. године нова школска зграда са две учионице и станом за учитеља. Касније, 1935. године та зграда је подигнута на спрат.
Школске 1951/52.године одлуком Обласног Народног Одбора у Нишу дата је дозвола за отварање осмогодишње школе сукцесивним путем. Неколико година касније, 1961. године одлуком Народног Одбора општине Грделице осмогодишња школа у Предејану је централизована укључивши у свој састав и школе из Граова, Новог Села, Мрковице и Црвеног Брега.
Године 1962. због угрожавања живота ученика и наставника због проласка аутопута, рађа се идеја о изградњи нове школе. На најлепшем месту у Предејану, недалеко од цркве, отворена је нова школска зграда 10. октобра 1972. године. Нова школа је лепа и модерна, са великим и светлим учионицама, кабинетима и спортском салом. Те школске 1972/73. године школа је имала 431 ученика у осам разреда са по два или три одељења по разреду.